# Asdód
Asdód (héberül: אשדוד) Izrael 5. legnagyobb városa, a Földközi-tenger partján, Tel-Avivtól mintegy 30 km-re délre, Jeruzsálemtől kb. 50–55 km-re nyugatra. Fontos ipari központ és egyben az ország legjelentősebb kereskedelmi kikötője.
Az Emlék-hegyről az egész kikötőt be lehet látni. A város délkeleti részén és a tengerparton találjuk az ősi nagyváros nyomait. Az ásatások feltárták a filiszteus és más korokból való erőd, házak, szentélyek maradványait, cserépáruval és más tárgyakkal.

## Története
A területen az emberi település nyomai az őskőkorszakig vezethetők vissza. A város említve van ugariti nyelven, az ősi kánaáni nyelven. Az I. e. 15. század környékén Asdód fontos kereskedőváros volt, tengeri kikötővel.
Az I. e. 12. századtól az itt letelepedő filiszteusok irányítása alatt állt, mint az öt fő városuk egyike. Dágonnak, a tenger istenének egy temploma is volt itt. A régészek megállapítása szerint a város egy kb. 8 hektár területű fellegvárból állt, amelyet a filiszteusok alatt egy falakkal övezett, nagy kiterjedésű alsóváros vett körül.
Ezután asszír, egyiptomi, perzsa, görög fennhatóság váltották egymást. A zsidó Makkabeusok lerombolták a bálványokat és oltáraikat, Dágón templomával együtt és elpusztították a várost. Gabinius római hadvezér újból felépítette. A rómaiak idején Júdea tartományához tartozott, majd szabad város (civitas libera) lett.
A középkorban arab, majd a továbbiakban az ottomán török uralom következett a 20. század elejéig, amikor is brit fennhatóság alá került. Ekkor egy Isdúd nevű falu állt a közelben.
A mai város megalapításának évét 1956-ra teszik. Az első telepesek Észak-Afrikából érkezett zsidók voltak. A város lakossága bő ötven év alatt több mint 200 ezer főre nőtt.

## Népesség

### Népességének változása
| Lakosok száma | 219  | 15 600 | 37 600 | 56 400 | 68 900 | 90 100 | 155 769 | 200 600 | 214 900 | 225 939 |
|               | 1956 | 1963   | 1970   | 1977   | 1984   | 1991   | 1998    | 2005    | 2012    | 2020    |

## Képek

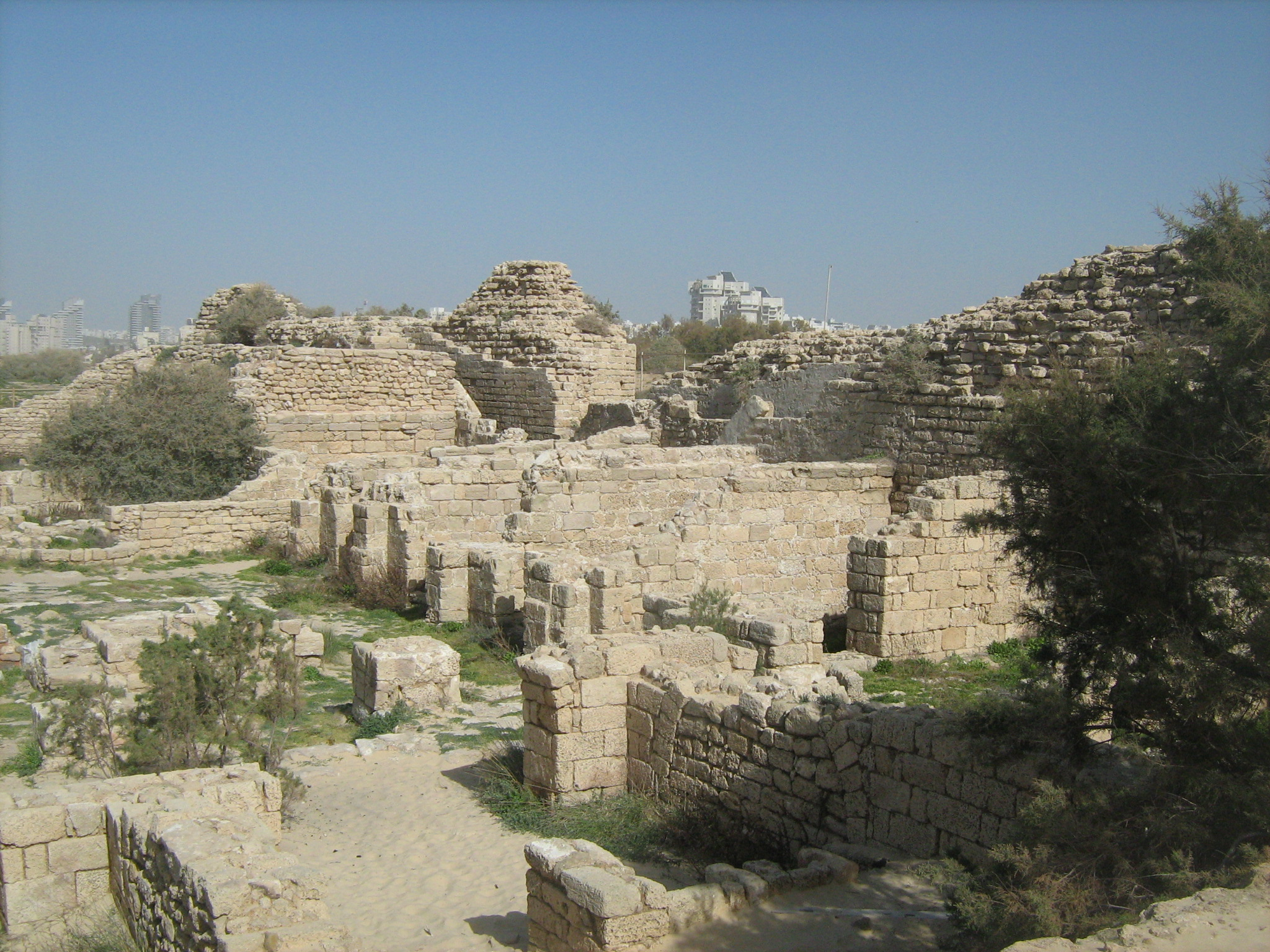
A város romjai
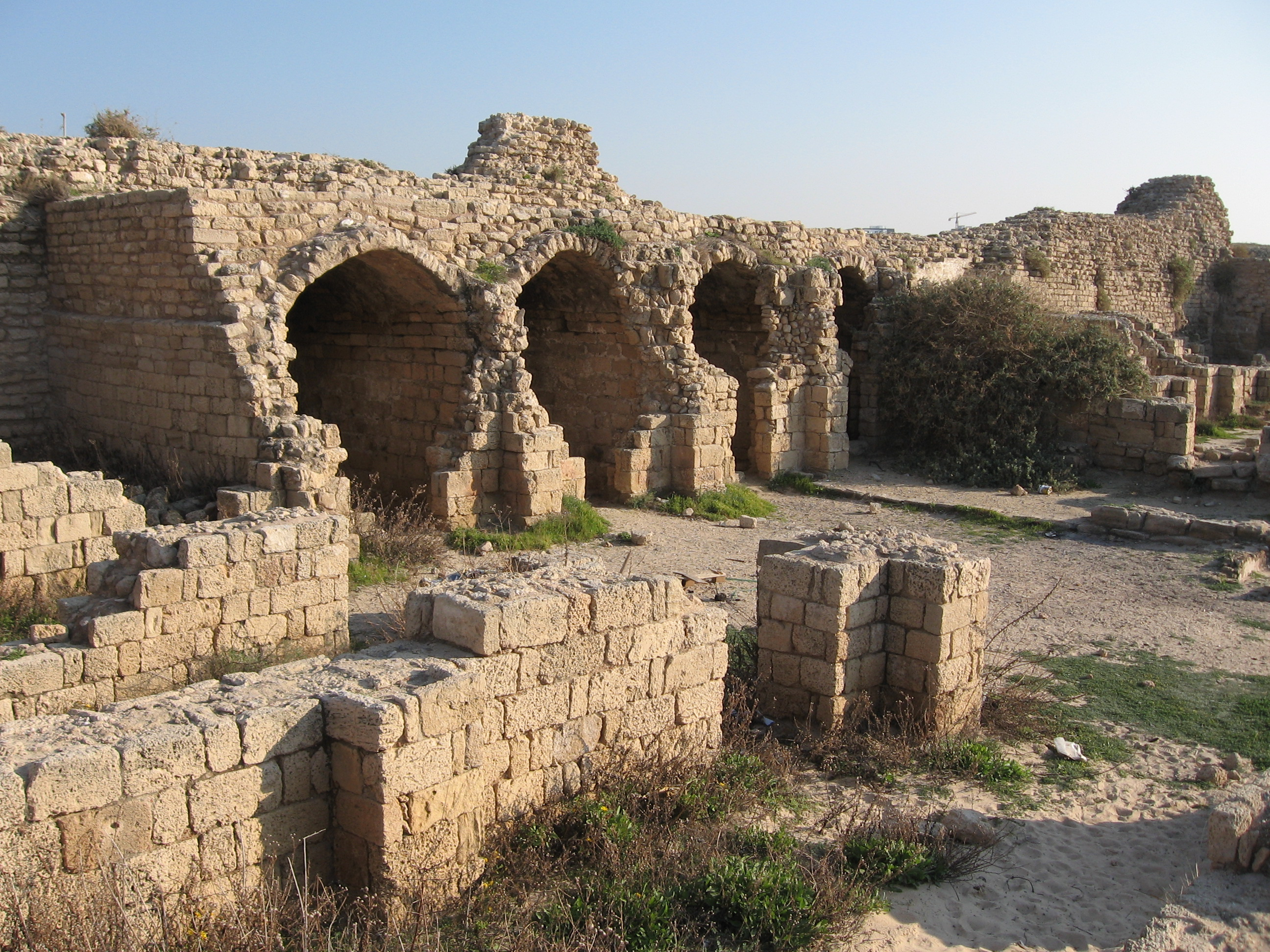
A középkori citadella romjai
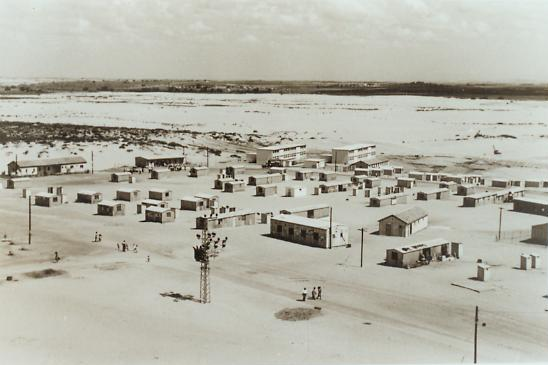
Asdód 1957-ben
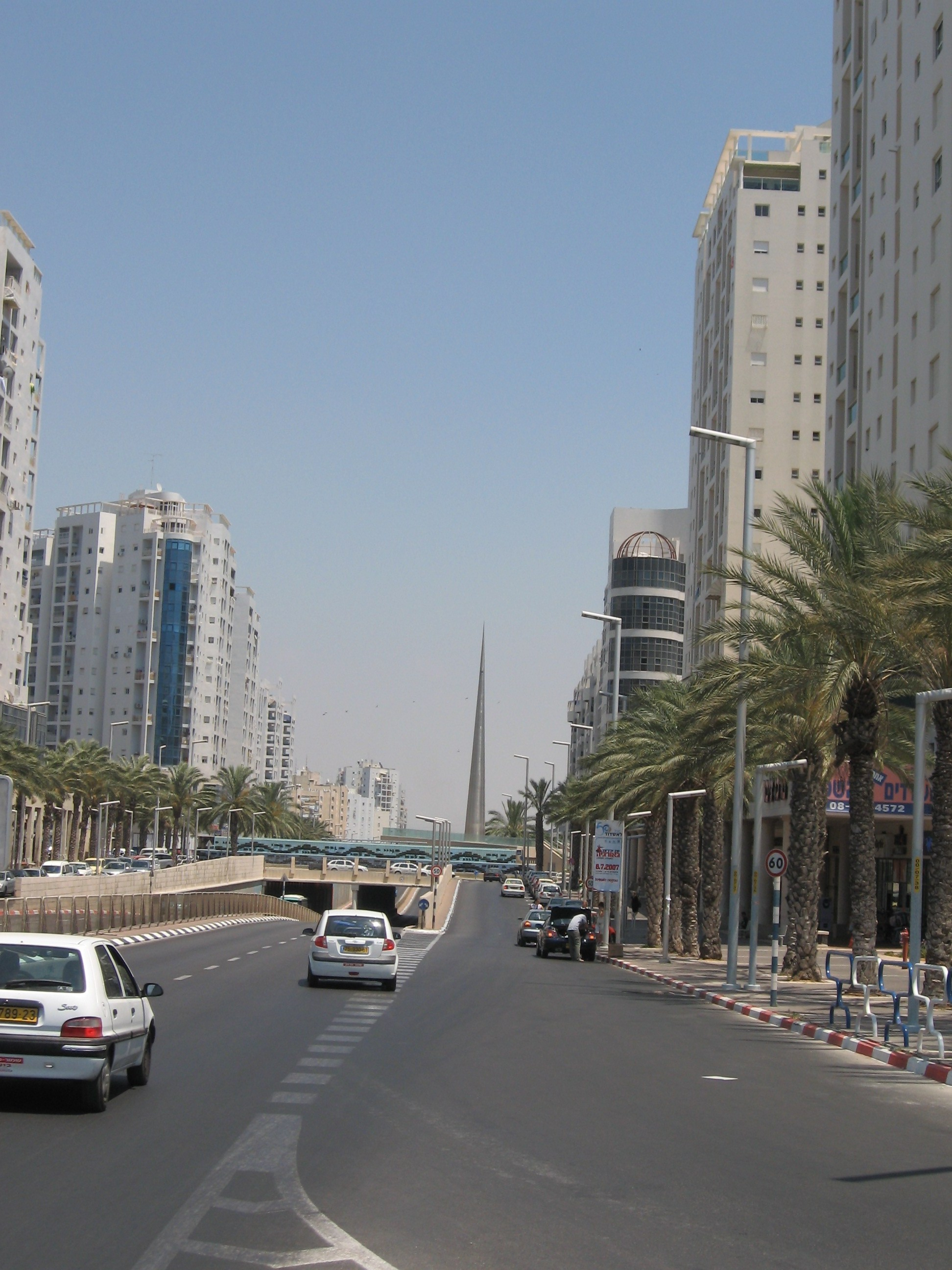
M. Begin út
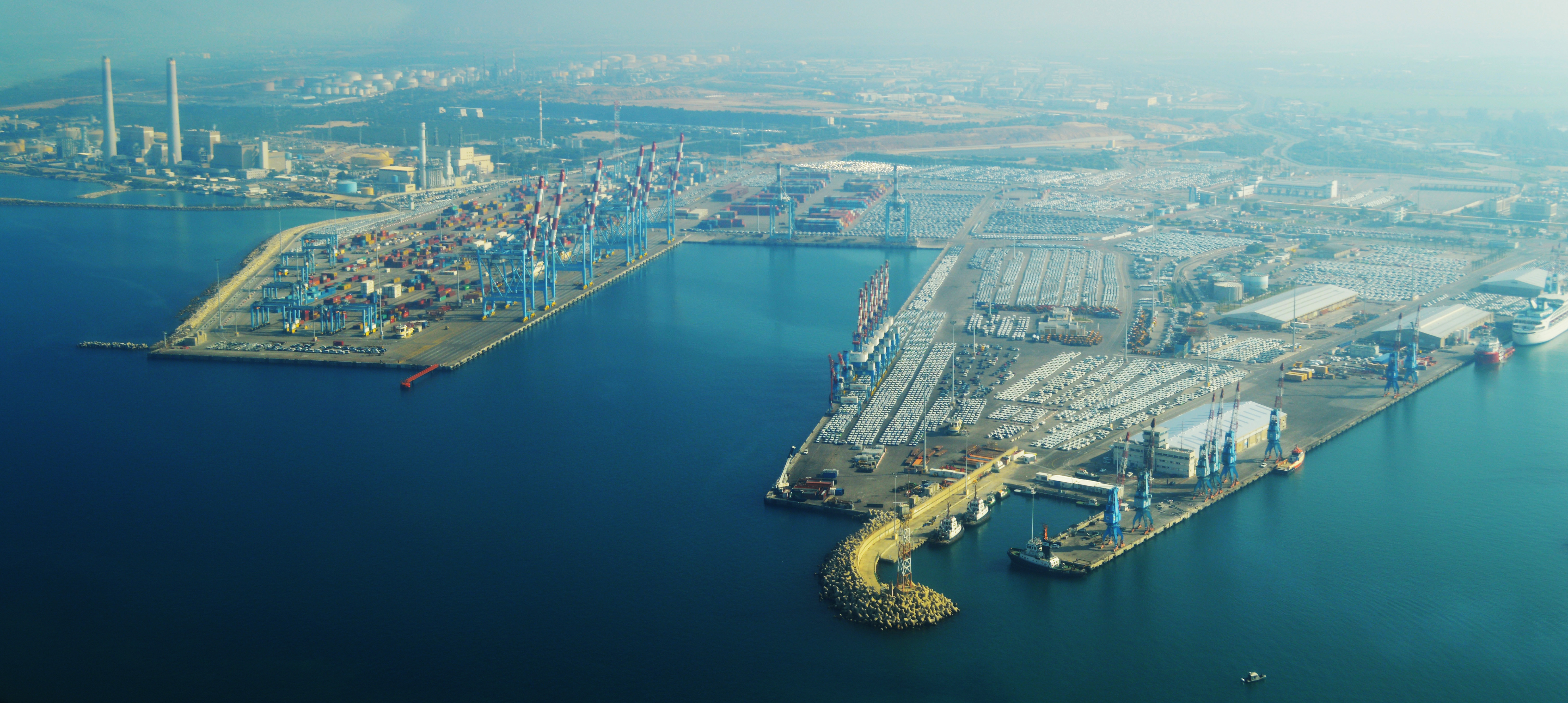
A kikötő

## Fordítás
Ez a szócikk részben vagy egészben  az   Ashdod című angol Wikipédia-szócikk fordításán alapul.  Az eredeti cikk szerkesztőit annak laptörténete sorolja fel. Ez a jelzés csupán a megfogalmazás eredetét és a szerzői jogokat jelzi, nem szolgál a cikkben szereplő információk forrásmegjelöléseként.